# Stade Sainte-Germaine
Le stade Sainte-Germaine est situé depuis 1895 au Bouscat, commune du nord-ouest de Bordeaux en Gironde. C'est le plus ancien des stades bordelais et fait toujours partie des principaux stades de l'agglomération bordelaise, certes, loin derrière le Matmut Atlantique et le stade Chaban-Delmas.
Le site appartient à la mairie de Bordeaux.

## Histoire
Le terrain de la commune du Bouscat, au lieu-dit Sainte-Germaine, est utilisé épisodiquement dès janvier 1895 par les équipes du Stade bordelais, club omnisports fondé en 1889 ; le club devient officiellement locataire du terrain à partir du 18 décembre 1895. Les aménagements de l'enceinte sportive ont lieu par la suite dans le cadre des activités sportives du Stade bordelais.
Depuis 2006, la section rugby à XV du Stade bordelais qui a fusionné avec le CA Bordeaux Bègles pour former l'Union Bordeaux Bègles, évolue en Top 14 au stade  Chaban-Delmas, désormais desiné à la pratique du rugby à XV.
La section football du Stade bordelais qui évolue en championnat de France de football de National 3 y joue toujours ses rencontres à domicile.
Le stade accueille également depuis 2015, les matchs de la section féminine des Girondins de Bordeaux qui joue en première division.
Le stade dispose aujourd'hui de 3 000 places assises sur 2 tribunes mais peut accueillir jusqu'à 5 000 spectateurs.
Depuis la rétrogradation en championnat de France de football de National 2 en 2024 des Girondins de Bordeaux, ces derniers y ont également élu domicile pour certaines rencontres disputées à huis clos.

## Accès
L'accès principal se fait par la rue Ferdinand de Lesseps au Bouscat. Des places de stationnement sont disponibles dans cette même rue et sur un parking spécial à l'entrée de l'enceinte du stade.
Transports en commun :
- station Sainte-Germaine
- 35 72 arrêt Route du Médoc
- 46 arrêt Sainte-Germaine

## Évènements

### Equipe de France de rugby
Le 11 janvier 1913, le stade Saint-Germaine accueille le premier match de l'équipe de France de rugby contre l'Afrique du Sud, qui s'impose très largement 38 à 5. Le caractère historique de ce match tient surtout au fait qu'il s'agit de la toute première rencontre du XV de France disputée en province. La venue de l'équipe nationale attire pas moins de 20 000 spectateurs, et suscite les passions, comme le raconte Henri Garcia dans La fabuleuse histoire du rugby :
A Bordeaux, c'est la fièvre galopante avec ce premier match international en province. Le terrain du Bouscat a été aménagé spécialement pour que sa contenance soit notablement accrue. Dans les lycées, c'est la grande agitation. Le match ayant lieu un samedi, des pétitions sont adressées aux proviseurs afin que soit accordée une journée de congé.

### Championnat de France de rugby à XV
Plusieurs finales ont été jouées au stade Sainte-Germaine.
Le 10 juin 2023, le stade accueille les sept finales de championnat de France féminin : Élite 1, Réserves Élite 1, Élite 2, Fédérale 1, Fédérale 2, moins de 18 ans Élite, moins de 18 ans Accession, avec un arbitrage 100 % féminin.
Plus loin dans le passé, de nombreuses finales du championnat de France masculin de rugby à XV s'y sont jouées :
| Date de la finale | Vainqueur          | Finaliste             | Score | Spectateurs |
| 30 avril 1899     | Stade bordelais UC | Stade français        | 5-3   | 3 000       |
| 31 mars 1901      | Stade français     | Stade bordelais UC    | 0-3   | ...         |
| 16 avril 1905     | Stade bordelais UC | Stade français        | 12-3  | 6 000       |
| 24 mars 1907      | Stade bordelais UC | Stade français        | 14-3  | 12 000      |
| 8 avril 1911      | Stade bordelais UC | SCUF                  | 14-0  | 16 000      |
| 25 avril 1920     | Stadoceste tarbais | Racing Club de France | 8-3   | 20 000      |
| 23 avril 1922     | Stade toulousain   | Aviron bayonnais      | 6-0   | 20 000      |

### Équipe de France de football

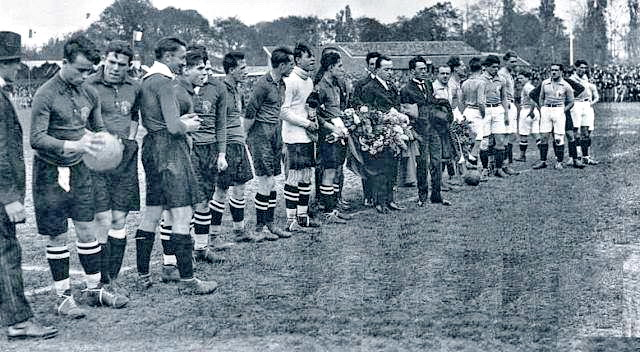
France - Espagne (1922)

Le stade bouscatais a organisé le premier match de l'histoire en avril 1922 entre l'équipe de France de football et l'équipe d'Espagne disputé devant 10000 spectateurs.
| Match amical                              | France | 0 - 4   | Espagne | Stade Sainte-Germaine, Le Bouscat |                      |
| 30 avril 1922 · Historique des rencontres | | (0 - 4) | 18e Paulino Alcántara · 20e Paulino Alcántara · 40e Travieso · 42e Travieso | Spectateurs : 10 000              | Spectateurs : 10 000 |
| 30 avril 1922 · Historique des rencontres | |         | | Spectateurs : 10 000              | Spectateurs : 10 000 |
| 30 avril 1922 · Historique des rencontres | Émile Friess Marcel Vanco Grégoire Berg Marcel Domergue François Hugues Philippe Bonnardel Jules Dewaquez Paul Nicolas André Ryssen Jean Boyer Raymond Dubly | Équipes | Ricardo Zamora Pedro Vallana Domingo Careaga (it) Josep Samitier Manuel Meana (es) José María Peña José Echeveste Galfarsoro (ca) Félix Sesúmaga Travieso Manuel Paulino Alcántara Domingo Gómez-Acedo | Spectateurs : 10 000              | Spectateurs : 10 000 |